# Gulikgouw

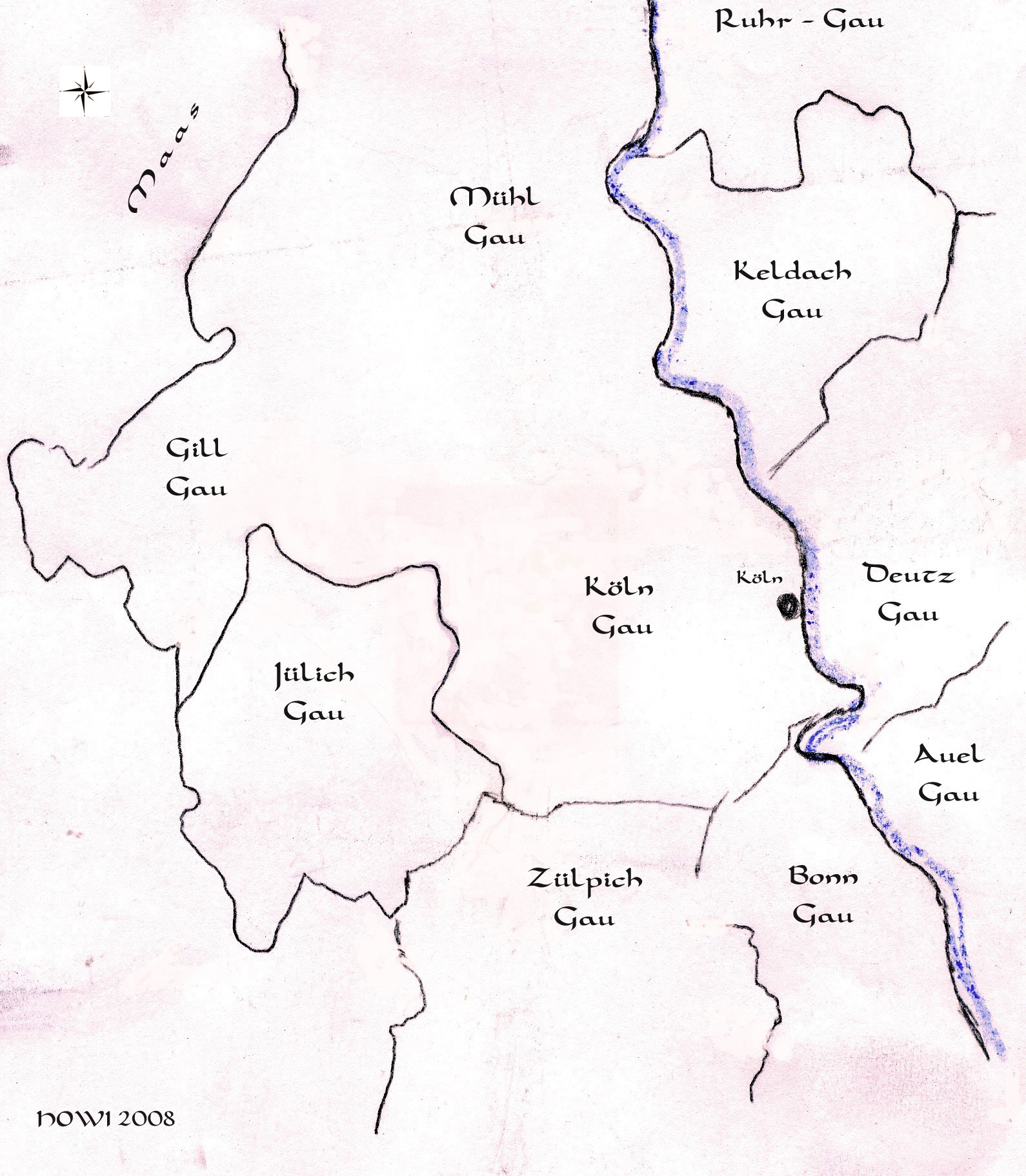

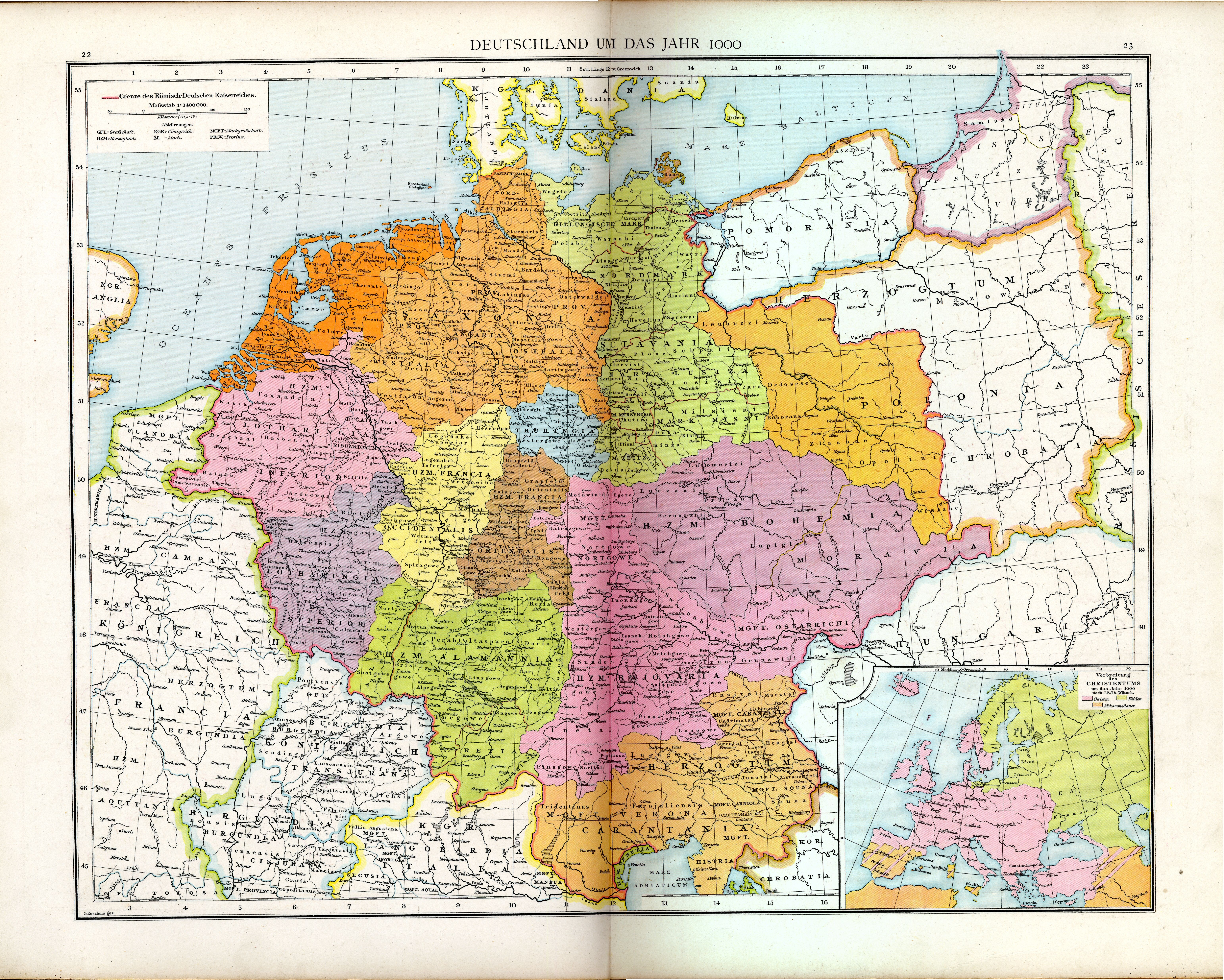
Het Heilg Roomse Rijk rond het jaar 1000

De Gulikgouw (pagus Juliacensis) was een Frankische gouw ten oosten van de Maas met Gulik (Jülich) als centrum en wordt vanaf de negende eeuw vermeld. 

## Geschiedenis
De gouw is vernoemd naar de hoofdplaats Gulik of Jülich die oorspronkelijk een Romeinse pleisterplaats aan de rivier de Roer was. In 945 is er sprake van een castellum met de naam Gulik. In de 11e-12e eeuw ging de gouw ongemerkt over in het graafschap. In 1356 werd het graafschap verheven tot het hertogdom Gulik.

## Gouwgraven
Vanaf 845 worden er graven, in de oude betekenis van graaf als ambt, in de Gulikgouw genoemd. Vanaf de elfde eeuw is er sprake van een gravengeslacht met de Leitname Gerard of Gerhard. De eerste die de titel graaf draagt is Gerard III die in 1081 comes de Julicho  genoemd wordt.
- Eberhard (rond 856 - na 889), graaf in de Gulikgouw, gehuwd met Gisela dochter van graaf Waltfred van Verona
- Godfried van Gulik (905 - na 949) paltsgraaf van Lotharingen
- 1003-1029 Gerard I van de Gulikgouw
- 1029-1081 Gerard II van de Gulikgouw
- 1081-1114 Gerard III van Gulik, voor het eerst graaf van Gulik
- 1114-1127 Gerard IV van Gulik
- 1127-1138 Gerard V van Gulik
- 1138-1142 Gerard VI van Gulik
- 1142-1176 Willem I van Gulik
- 1176-1207 Willem II van Gulik, bijg. de Grote